# Emil Aslan
Emil Aslan, ps. Souleimanov (ur. 19 listopada 1978 w Erywaniu) – czeski politolog i badacz stosunków międzynarodowych. Wykładowca Uniwersytetu Karola w Pradze, w latach 2018–2021 wicedyrektor ds. badań Instytutu Stosunków Międzynarodowych w Pradze.

## Życiorys

### Wykształcenie
W latach 1995–1997 studiował angielski i niemiecki na Moskiewskim Państwowym Uniwersytecie Pedagogicznym. W 1999 na Uniwersytecie Karola uzyskał odpowiednik licencjatu ze studiów rosjo- i niemcoznawczych. W 2001 uzyskał tamże tytuł magistra stosunków międzynarodowych, zaś w 2005 tytuł LL.M. na Państwowym Uniwersytecie Politechnicznym w Sankt Petersburgu. W latach 2006–2007 odbył staż Fundacji Fulbrighta w Davis Center for Russian and Eurasian Studies Uniwersytetu Harvarda. W 2013 uzyskał odpowiednik habilitacji (Doc. PhDr., Ph.D.). W 2020 otrzymał tytuł naukowy profesora.

### Praca zawodowa
Od 2004 wykładowca Wydziału Nauk Społecznych Uniwersytetu Karola, od 2017 w Katedrze Bezpieczeństwa Instytutu Nauk Politycznych na stanowisku docenta (odpowiednik profesora nadzwyczajnego). W latach 2005–2011 wykładał także na Uniwersytecie Metropolitalnym w Pradze. Od 2018 do 2021 był wicedyrektorem ds. badań w Instytucie Stosunków Międzynarodowych w Pradze.
Specjalizuje się w stosunkach na obszarze Azji Środkowej, Kaukazu i Zakaukazia oraz na Bliskim Wschodzie, problematyce konfliktów asymetrycznych oraz wojen hybrydowych ze szczególnym uwzględnieniem kwestii etnicznych i religijnych.
Ekspert ad hoc NATO i czeskiego Ministerstwa Spraw Zagranicznych. Regularnie występuje także jako komentator w mediach. Autor ponad 150 artykułów w prasie codziennej i opiniotwórczej, np. Hospodářské noviny, Mladá Fronta Dnes, Lidovky.cz.

### Życie prywatne
Z żoną Katariną Petrtylovą ma dwoje dzieci.
Para się także malarstwem i poezją. W 1997 zdobył tytuł juniorskiego mistrza wagi superciężkiej południowej Moskwy w boksie.
Deklaruje znajomość języków: czeski, rosyjski i angielski (płynna), ormiański, niemiecki i słowacki (bardzo dobra), turecki i azerski (dobra), krymskotatarski, francuski i włoski (bierna).

## Publikacje książkowe
- Iran’s Azerbaijan Question in Evolution Identity, Society, and Regional Security, Washington D.C.: Central Asia-Caucasus Institute and Silk Road Studies Program [wraz z Josefe Krausem], ISBN 978-91-86635-98-5.
- How Socio-Cultural Codes Shaped Violent Mobilization and Pro-Insurgent Support in the Chechen Wars, Basingstoke: Palgrave Macmillan, 2017, ISBN 978-3-319-52916-5.
- The North Caucasus Insurgency: Dead or Alive? Carlisle Barracks, PA: U.S. Army War College Press & Strategic Studies Institute, 2017, ISBN 1-58487-748-0.
- The Individual Disengagement of Avengers, Nationalists, and Jihadists: Why Ex-Militants Choose to Abandon Violence in the North Caucasus, Basingstoke: Palgrave Macmillan, 2014 [wraz z Huseynem Aliyevem].
- Understanding Ethnopolitical Conflict: Karabakh, Abkhazia, and South Ossetia Wars Reconsidered, Basingstoke: Palgrave Macmillan, 2013.
- An Endless War: The Russian-Chechen Conflict in Perspective, Frankfurt am Main: Peter Lang, 2007.